# Madrigalejo
Madrigalejo és un municipi de la província de Càceres, a la comunitat autònoma d'Extremadura (Espanya).

## Demografia
| 2001 | 2002 | 2003 | 2004 | 2005 | 2006 |
| ---- | ---- | ---- | ---- | ---- | ---- |
| 2176 | 2122 | 2109 | 2102 | 2077 | 2075 |